# Achalcerinys
Achalcerinys is een geslacht van vliesvleugeligen uit de familie Encyrtidae. De wetenschappelijke naam van dit geslacht is voor het eerst geldig gepubliceerd in 1915 door Girault.

## Soorten
Het geslacht Achalcerinys omvat de volgende soorten:
- Achalcerinys gorodkovi (Myartseva, 1983)
- Achalcerinys lindus (Mercet, 1921)
- Achalcerinys niveipes (Girault, 1920)
- Achalcerinys roopa Hayat, 2010
- Achalcerinys triclavata Girault, 1915